# Fließtext
Als Fließtext oder Lauftext bezeichnet man im Schriftsatz gewöhnlichen mehrzeiligen Text, der aufgrund beschränkter Zeilenbreite innerhalb eines Absatzes mehrfach umbricht. 
Vom Fließtext unterschieden wird besonders gegliederter oder gestalteter Text, wie etwa Verse in Zeilenform, Tabellen, Fußnoten oder Überschriften. 
Fließtext sowie Text in Zeilenform werden auch als Mengentext bezeichnet.
Im Fließtextsatz „fließt“ der Text am Ende Zeile in die nächste. Der Zeilenumbruch ergibt sich aus der zur Verfügung stehenden Satzspiegelbreite und nicht aus inhaltlichen oder gestalterischen Gesichtspunkten. Bei Bedarf erfolgt eine Worttrennung am Zeilenende.
Fließtext kann in Form von Blocksatz oder Flattersatz angeordnet werden. 
Unüblich ist hingegen die Verwendung von zentriertem Satz, die eher bei Text in Zeilenform Anwendung findet.

## Fließtext im Marketing
Im Marketing wird der verbindende Text zwischen Überschrift und Schlusszeile eines Werbetextes als Fließtext bezeichnet, etwa in einer Anzeige in Printmedien oder auf einem Plakat.